# Damir Dokić
Pour les articles homonymes, voir Dokić.
Damir Dokić (en serbe en écriture cyrillique : Дамир Докић, né dans les années 1950 et mort le 16 mai 2025) est un entraîneur de tennis serbe. Il est le père et l'ex-entraîneur de l'ancienne joueuse de tennis professionnelle Jelena Dokic. Il est tristement célèbre pour être impliqué dans divers incidents violents au cours desquels il se montre verbalement et physiquement violent.
Dokić est un vétéran autoproclamé de la guerre d'indépendance croate, au cours de laquelle il combat aux côtés des Serbes.
En 2000, il jette un morceau de poisson sur un employé de la cafétéria de l'US Open après s'être plaint d'avoir payé 10 $ pour un morceau de poisson de mauvaise qualité. Il est ensuite banni du tournoi. À l'Open d'Australie 2001, après la défaite de Jelena Dokić contre Lindsay Davenport, Dokić déclare qu'il y avait une erreur dans le tirage au sort, il est donc banni du tournoi en raison d'un comportement abusif. Il annonce plus tard : « Je pense que le tirage au sort est truqué juste pour elle. » 
Lors de l'Open d'Australie de 2002, il apparaît dans une série de publicités pour Kia Motors, le sponsor principal de l'événement, se moquant de sa mauvaise conduite passée. Kia a défendu son choix, en citant un taux de reconnaissance de 98 %.
En juin 2009, après avoir menacé l'ambassadrice d'Australie en Serbie, Clare Birgin, avec une grenade à la main, Dokić a été condamné à 15 mois de prison pour avoir mis en danger la sécurité publique et pour possession illégale d'armes. Il fait appel de la sentence, mais celle-ci est confirmée en septembre 2009. Après un second appel, la peine est réduite à 12 mois et Dokić est libéré de prison en avril 2010.
Jelena Dokic déclare dans son autobiographie, Unbreakable, que son père l'avait régulièrement maltraitée verbalement, émotionnellement et physiquement tout au long de son enfance et de sa carrière. Dans une interview de décembre 2023, elle déclare qu'elle n'a pas parlé à son père depuis plus de dix ans, car il ne s'est jamais excusé auprès d'elle pour son comportement ni n'a tenté de faire amende honorable.